# Thiratoscirtus alveolus
Thiratoscirtus alveolus is een spinnensoort in de taxonomische indeling van de springspinnen (Salticidae).
Het dier behoort tot het geslacht Thiratoscirtus. De wetenschappelijke naam van de soort werd voor het eerst geldig gepubliceerd in 2011 door Wesolowska en A. Russell-Smith.